# سكوت تومسون (لاعب كريكت)
سكوت تومسون (بالإنجليزية: Scott Thompson)‏ (4 مايو 1972 - ) هو لاعب كريكت أسترالي.

## وصلات خارجية
- سكوت تومسون على موقع إي آس بي آن كريك إنفو (الإنجليزية)